# Aleksander Antoni Piecuch
Aleksander Antoni Piecuch, również Aleksander Piecuch – polski naukowiec pedagog, doktor habilitowany nauk pedagogicznych.

## Życiorys
Urodził się w 1963 r. W 1987 r. ukończył studia wyższe w Wyższej Szkole Pedagogicznej w Krakowie, w 1998 r. obronił pracę doktorską pt. Badania dozymetrycznych własności różnie domieszkowanych monokryształów tlenku bizmutowo-germanowego i tlenku bizmutowo-krzemowego, której promotorem był dr hab. inż. Stanisław Mirosław Warkocki, w 2011 r. habilitował się po napisaniu pracy Kompetencje multimedialne nauczycieli przedmiotów technicznych. Pracuje na Uniwersytecie Rzeszowskim w Instytucie Nauk Prawnych. Jest twórcą i redaktorem naczelnym czasopisma „Dydaktyka Informatyki” ukazującego się od 2004 r. w Rzeszowie oraz autorem opisującym tę dziedzinę wiedzy.
W 2009 został odznaczony Brązowym Krzyżem Zasługi za „osiągnięcia w pracy naukowej i dydaktycznej”.

## Publikacje książkowe
- Aleksander Piecuch (red.) Dydaktyka informatyki : Problemy uczenia się i nauczania informatyki i technologii informacyjnych, Rzeszów 2006, Wydawnictwo Uniwersytetu Rzeszowskiego ISBN 978-83-7338-243-5
- Aleksander Piecuch Dozymetryczne własności wybranych sillenitów BGO i BSO, Rzeszów 2007, Wydawnictwo Uniwersytetu Rzeszowskiego ISBN 978-83-7338-282-4
- Aleksander Piecuch Edukacja informatyczna na początku trzeciego tysiąclecia, Rzeszów 2008, Wydawnictwo Oświatowe FOSZE ISBN 978-83-7586-005-4
- Aleksander Piecuch Wstęp do projektowania multumedialnych opracowań metodycznych, Rzeszów 2008, Wydawnictwo Oświatowe FOSZE ISBN 978-83-88845-97-0
- Waldemar Furmanek (red.), Aleksander Piecuch (red.) Multimedia w teorii i praktyce szkolnej, Rzeszów 2008, Wydawnictwo Uniwersytetu Rzeszowskiego ISBN 978-83-7338-392-0
- Waldemar Furmanek (red.), Aleksander Piecuch (red.) Modelowanie i symulacje komputerowe, Rzeszów 2008, Wydawnictwo Uniwersytetu Rzeszowskiego ISBN 978-83-7338-562-7
- Aleksander Piecuch Szkoła XXI wieku : problemy i wyzwania, Rzeszów 2019, Wydawnictwo Uniwersytetu Rzeszowskiego ISBN 978-83-7996-720-9
- Aleksander Piecuch Media cyfrowe wspierające procesy dydaktyczne, Rzeszów 2020, Wydawnictwo Uniwersytetu Rzeszowskiego ISBN 978-83-7996-695-0